# 天主教杜蒂戈林教区
天主教杜蒂戈林教區（拉丁語：Dioecesis Tuticorensis）是羅馬天主教的一個教區，位於印度泰米爾納德邦南部，受馬杜賴總教區管轄。
教區成立於1923年6月12日。2010年有教友421,820名，佔轄區總人口百分之16.3。由198名司鐸名管理106個堂區。現任教區主教為斯德望·安多尼·皮爾萊，榮休主教為毅華·安布魯瓦茲。